# 馮彥中
馮彥中（英語：Scott Fung），喇沙書院舊生，香港流行曲唱作人、製作人、樂手；曾以馮家能或洋名Scott Fung發表作品。

## 音樂作品列表

### 2004年
- 鄭秀文 - 世界之最（你願意）
- 鄭秀文 - 世界之最（我願意）

### 2005年
- 李逸朗、蔣雅文 - 在校園渡假

### 2006年
- 許志安 - 何慧愛
- 許志安 - 李張聯婚

### 2008年
- 李卓庭 - 工作狂人

### 2009年
- 海鳴威 - 情是永恆
- 冼色麗 - 親疏之別

### 2010年
- 洪卓立 - 撞日分手
- 張　蓮 - 我是黑夜你是白天

### 2011年
- 洪卓立 - 一夜城 《2011勁歌金曲優秀選第三回》
- 劉威煌 - 老子 《第23屆CASH流行曲創作大賽最後十強作品》

### 2012年
- 馮彥中 - 魂遊太虛（曲、詞、編、監）
- 李克勤 - 活著為求甚麼（曲、編）

### 2013年
- 容祖兒 - 我杯茶
- 許廷鏗 - 魂遊太虛（與馮彥中唱之詞不同）

### 2015年
- 馮凱淇 - 平行意外（曲、編、監）

### 2018年
- 劉浩龍 - 阿龍理髮（曲、編）

### 2019年
- 盧宛茵、鄭敬基、蔣嘉瑩、蘇慧恩、施匡翹、謝志豪 - 盧師動眾

### 2021年
- 享樂團 - 撤出理想地圖（詞）
- 飛塚はな - 任務完成（曲、編）[1]

### 2024年
- 黎靜曈 - FEARLESS（曲）

### 2025年
- 李俙嬈 - 我的播放清單（曲、編、監）

## 外部連結
- 馮彥中微博
- 馮彥中Facebook專頁
- Scott Fung Music Facebook專頁